# Condado de Jersey
O Condado de Jersey é um dos 102 condados do Estado americano de Illinois. A sede do condado é Jerseyville, e sua maior cidade é Jerseyville. O condado possui uma área de 976 km² (dos quais 20 km² estão cobertos por água), uma população de 21 668 habitantes, e uma densidade populacional de 23 hab/km² (segundo o censo nacional de 2000). O condado foi fundado em 28 de fevereiro de 1839.